# Отомо (род)
Род Отомо (яп. 大友氏 О:томо-си) — японский самурайский род периодов Камакура, Муромати, Сэнгоку и Адзути-Момояма в XII—XVI веках.

## История
Род Отомо в течение 400 лет владел обширными землями на острове Кюсю. После установления Камакурского сёгуната в 1185 году представители рода Отомо получили от сёгуна должности сюго (военного губернатора) провинций Бунго и Будзэн на острове Кюсю.
Род Отомо был одним из трёх главных самурайских родов на острове. Роды Отомо, Сёни и Симадзу сыграли важную роль в организации обороны Кюсю при отражении монгольских нападений в 1274 и 1281 годах.
В 1330-х годах род Отомо сыграл важную роль в установлении сёгуната Асикага. Отряды даймё Отомо сражались под знаменами Асикаги Такаудзи и помогли ему одержать ряд ключевых побед, в том числе в битве при Санояме. После победы Асикаги Такаудзи род Отомо получили высокие государственные должности в новом сёгунате.
Род Отомо был одним из первых японских владетельных родов, вступивших в контакт с европейцами и установивших с ними торговые отношения. В 1542 году три португальских корабля из-за тайфуна приплыли на остров Танегасима, недалеко от побережья Кюсю. В течение десяти лет Отомо вели регулярную торговлю с европейцами. В 1549 году в Японию прибыл иезуитский миссионер Франциск Ксаверий, он встретился с Отомо Сорином Ёсисигэ, сюго провинций Бунго и Будзэн. В 1578 году Отомо Сорин принял римско-католическую веру и получил имя — Франсиско.
Даймё из рода Отомо стремились продолжать торговые контакты с португальцами, видя в них для себя большие технологические и экономические выгоды. В 1552 году эмиссары рода Отомо вместе с Ксаверием ездили в Гоа, где встречались с португальским генерал-губернатором Индии. Франциск Ксаверий и другие миссионеры-иезуиты вернулись на Кюсю, где были хорошо приняты Отомо. Во владениях рода началось постепенное распространение христианства.
Во второй половине 16 века род Отомо вёл борьбу с родами Рюдзодзи, Мори и Симадзу за власть над островом. В 1578 году Отомо Сорин потерпел сокрушительное поражение от рода Симадзу в битве при Мимигаве. В 1586—1587 годах фактический правитель Японии Тоётоми Хидэёси предпринял большой военный поход на остров Кюсю, действуя якобы в защиту семьи Отомо. Род Симадзу потерпел полное поражение и лишился большей части своих владений на Кюсю. Отомо Ёсимунэ, сын и преемник Ёсисигэ, был лишен Тоётоми Хидэёси части своих владений.
В 1600 году Отомо Ёсимунэ поддержал Исиду Мицунари в его противостоянии с Токугавой Иэясу. После победы Токугавы Иэясу над Исидой Мицунари в битве при Сэкигахаре он лишился своих владений на острове Кюсю и был отправлен в изгнание.

## Представители рода
- Отомо Ёсинао (1172—1223), 1-й глава рода Отомо
- Отомо Ёриасу (1222—1300), 3-й глава рода
- Отомо Садамунэ (? — 1334), 6-й глава рода Отомо (1311—1333)
- Отомо Удзиясу (1321—1362), 7-й глава рода (1333—1362)
- Отомо Тикаё (? — 1418), глава рода (1368—1401)
- Отомо Ёсинага (1478—1518), 19-й глава рода Отомо (1497/1501-1515)
- Отомо Ёсиаки (1502—1550), сюго провинций Бунго, Хиго и Тикуго
- Отомо Сорин Ёсисигэ (1530—1587), 21-й глава рода Отомо (1550—1576), крупный военачальник, сюго провинций Бунго, Хиго, Тикуго, Будзэн и Тикудзэн
- Отомо Ёсимунэ (1558—1610), 22-й глава рода (1576—1600)